# Gewichtheffen op de Olympische Zomerspelen 2020
Gewichtheffen is een van de sporten die beoefend werden op de Olympische Zomerspelen 2020 in Tokio, Japan. De wedstrijden werden van 24 juli tot en met 6 augustus 2021 gehouden in Tokyo International Forum. De mannen en de vrouwen kwamen uit in zeven gewichtsklassen. Bij de mannen was de gewichtsklasse lichtzwaargewicht vervallen. De gewichtsklassen bij de mannen en vrouwen waren aangepast in vergelijking met de vorige spelen.

## Kwalificatie
Er mochten maximaal 196 gewichtheffers deelnemen, 98 mannen en 98 vrouwen. Een Nationaal Olympisch Comité mocht maximaal vier mannen en vier vrouwen afvaardigen, met hooguit één deelnemers per gewichtsklasse. Via kwalificatie werden er 91 startbewijzen bij de mannen vergeven en 91 bij de vrouwen. Acht startbewijzen (vier bij de mannen en vier bij de vrouwen) werden na afloop van de kwalificatieronden als wildcard uitgereikt door het IOC c.q. IWF via de olympische tripartitecommissie. Gastland Japan had het recht op ten minste zes startbewijzen, drie bij de mannen en drie bij de vrouwen.

## Medailles
Mannen
| Onderdeel            | Goud | Goud             | Zilver | Zilver               | Brons | Brons                 |
| -------------------- | ---- | ---------------- | ------ | -------------------- | ----- | --------------------- |
| Bantam (-61 kg)      | CHN  | Li Fabin         | INA    | Eko Yuli Irawan      | KAZ   | Igor Son              |
| Veder (-67 kg)       | CHN  | Chen Lijun       | COL    | Luis Javier Mosquera | ITA   | Mirko Zanni           |
| Licht (-73 kg)       | CHN  | Shi Zhiyong      | VEN    | Julio Mayora         | INA   | Rahmat Erwin Abdullah |
| Midden (-81 kg)      | CHN  | Lyu Xiaojun      | DOM    | Zacarías Bonnat      | ITA   | Antonino Pizzolato    |
| Middenzwaar (-96 kg) | QAT  | Fares El-Bakh    | VEN    | Keydomar Vallenilla  | GEO   | Anton Pliesnoi        |
| Zwaar (-109 kg)      | UZB  | Akbar Djoerajev  | ARM    | Simon Martirosjan    | LAT   | Artūrs Plēsnieks      |
| Superzwaar (+109 kg) | GEO  | Lasja Talachadze | IRI    | Ali Davoudi          | SYR   | Man Asaad             |

Vrouwen
| Onderdeel           | Goud | Goud           | Zilver | Zilver                | Brons | Brons               |
| ------------------- | ---- | -------------- | ------ | --------------------- | ----- | ------------------- |
| Vlieg (-48 kg)      | CHN  | Hou Zhihui     | IND    | Saikhom Mirabai Chanu | INA   | Windy Cantika Aisah |
| Veder (-55 kg)      | PHI  | Hidilyn Diaz   | CHN    | Liao Qiuyun           | KAZ   | Zoelfia Tsjinsjanlo |
| Licht (-59 kg)      | TPE  | Kuo Hsing-chun | TKM    | Polina Goerjeva       | JPN   | Mikiko Andoh        |
| Midden (-64 kg)     | CAN  | Maude Charron  | ITA    | Giorgia Bordignon     | TPE   | Chen Wen-huei       |
| Lichtzwaar (-76 kg) | ECU  | Neisi Dajomes  | USA    | Katherine Nye         | MEX   | Aremi Fuentes       |
| Zwaar (-87 kg)      | CHN  | Wang Zhouyu    | ECU    | Tamara Salazar        | DOM   | Crismery Santana    |
| Superzwaar (+87 kg) | CHN  | Li Wenwen      | GBR    | Emily Campbell        | USA   | Sarah Robles        |